# レイ・ウイルソン
レイ・ウィルソン（Ray Wilson、1968年9月8日 - ）は、スコットランド、ダンフリーズ出身のミュージシャン。
1997年にプログレッシブ・ロック・バンド、ジェネシスに加入。その後脱退し、ソロ活動を行っている。

## 概要
スティルトスキンを経て、ピーター・ガブリエル、フィル・コリンズに続く3代目ボーカリストとしてジェネシスに加入。アルバム『コーリング・オール・ステーションズ』(1997年)を発表するが、あまり評価は得られず、まもなくバンドを脱退する。
ジェネシス加入時は、新人が世界的ベテラン・バンドに加わるということで、批判的な声も多かった。そうしたプレッシャーもあってか、すぐにバンドを離れシンガーソングライターとしてソロ活動に入った。
現在、スティルトスキンを再結成させ、アルバムをリリースし、ツアーを行っている。

## ディスコグラフィ

### スタジオ・アルバム
- Change (2003年)
- The Next Best Thing (2004年)
- Propaganda Man (2008年)
- Chasing Rainbows (2013年)
- Song for a Friend (2016年)
- Makes Me Think of Home (2016年)
- The Weight of Man (2021年)

### ライブ・アルバム
- Live and Acoustic (2002年) ※『Unplugged』として再発あり
- Ray Wilson Live (2005年)
- An Audience and Ray Wilson (2006年) ※限定CD及びダウンロード
- Ray Wilson and the Berlin Symphony Ensemble, Genesis Klassik Live in Berlin (2009年)
- Ray Wilson and the Berlin Symphony Ensemble, Genesis Classic Live in Poznan (2011年)
- Genesis VS Stiltskin - 20 Years and More (2014年)
- Up Close and Personal - Live at SWR1 (2014年)
- Time and Distance (2017年)
- ZDF@BAUHAUS May 20, 2018 (2018年)

### コンピレーション・アルバム
- Upon My Life (2019年)

### シングル
- "Change" (March 2003年)
- "Yet Another Day" (April 2003年)
- "Goodbye Baby Blue" (September 2003年)
- "These Are the Changes" (June 2004年)

### スティルトスキン
- The Mind's Eye (1994年)
- She (2006年)
- Stiltskin Live (2007年) ※ライブ
- Unfulfillment (2011年)[1]

### ジェネシス
- 『コーリング・オール・ステーションズ』 - Calling All Stations (1997年)

### Cut_
- Millionairhead (1999年)

### Guaranteed Pure
- Swing Your Bag (1993年)